# Вашингтон, Уолтер
Уолтер Эдвард Вашингтон (англ. Walter Edward Washington; 15 апреля 1915 — 27 октября 2003) — американский политик, первый мэр округа Колумбия. Вашингтон стал первым афро-американским мэром столицы Соединённых Штатов.

## Биография
Вашингтон — правнук американского раба, родился в Доусоне, Джорджия. Детство провёл в Джеймстауне, Нью-Йорк. Окончил Говардский университет, где получил степень бакалавра, а позже и юридическую степень, был членом братства Omega Psi Phi. Его первая жена Беннетта Хэдли, с которой они поженились в 1940 году, умерла в 1991 году. От первого брака у него родилась дочь Беннетта Джулз-Розетт. В 1994 году он женился на Мэри Бёрк.
Между 1967 годом и 1974 годом Вашингтон служил мэром-комиссаром, назначенным президентами Линдоном Джонсоном (1967—1972) и Ричардом Никсоном (1972—1974). Вашингтон стал одним из трёх чёрных, назначенных мэрами трёх больших городов США в 1967 году. В этом же году Ричард Хатчер был выбран мэром города Гэри, Индиана, а Карл Стоукс — мэром Кливленда.